# Alhambra (comune spagnolo)
Alhambra è un comune spagnolo di 1 042 abitanti situato nella comunità autonoma di Castiglia-La Mancia. È uno dei municipi più estesi della Provincia di Ciudad Real ed è anche uno dei più densi a livello di patrimonio storico, specialmente dell'epoca tardo-romana e medievale.

## Storia
Si crede che Alhambra possa essere stata, in epoca romana, conosciuta con il nome Laminium e si crede che, durante questo periodo, possa essere stato un importante centro d'estrazione minerario della penisola iberica.

## Patrimonio
- Castello di Alhambra: costruito sotto il dominio Omeyyade sulle basi di una costruzione araba precedente. La forma poligonale osservabile oggi è ad opera di Álvaro Núñes de Lara.
- Iglesia de San Bartolomé Apóstol: costruita nel 1214 sui resti di un tempio romano è a pianta di croce latina, con una sola navata. In una ricerca archeologica recente si è riscoperta una cripta sotto l'altare maggiore.
- Lavaderos: antichi lavatoi pubblici costruiti negli anni '40 vicino al pozzo.
- Necropoli visigota: serie di tombe di origine visigota scavate nella pietra risalenti al VIII secolo.
- Statue romane (Togados): serie di tre statue di epoca romana risalenti al secolo I d.C. e raffiguranti una serie di corpi coperti da toghe tipiche della nobiltà. Probabilmente raffiguranti i prefetti della città.